# Лилак Дмитро Дмитрович
Дмитро Дмитрович Лилак (нар. 22 жовтня 1960, с. Кадобна, Калуський район, Івано-Франківська область) — український суддя. У листопаді 2005 року Президентом України призначений суддею Конституційного Суду України.
Присягу склав 4 серпня 2006 року. Припинив повноваження з 25 квітня 2013 року.

## Життєпис

### Освіта
Закінчив Чернігівський юридичний технікум (1979). Проходив строкову військову службу.
Закінчив юридичний факультет Київського державного університету імені Тараса Шевченка (1987).
Кандидат юридичних наук.

### Трудова діяльність
- Липень 1979 — квітень 1980 — інспектор відділу соціального забезпечення Печерського райвиконкому м. Києва.
- 1982—1992 — інспектор операційного відділу по контролю за призначенням пенсій та допомоги Об'єднаного центру по нарахуванню і виплаті пенсій та допомоги м. Києва та Київської області, інспектор сектору пенсій Київського міського відділу соціального забезпечення, завуч, заступник директора, директор Республіканських постійно діючих курсів Міністерства соціального забезпечення УРСР.
- 1992—2001 — суддя Вищого господарського суду[4].
- 2001—2006 — суддя Судової палати у господарських справах Верховного Суду[5][6].

Суддя вищого кваліфікаційного класу.
Автор низки публікацій з питань теорії права і колізій у законодавстві України.

## Нагороди
- Почесна грамота Кабінету Міністрів України (2003)[8]
- Заслужений юрист України (2007)[9]